# Lu Yu-ling

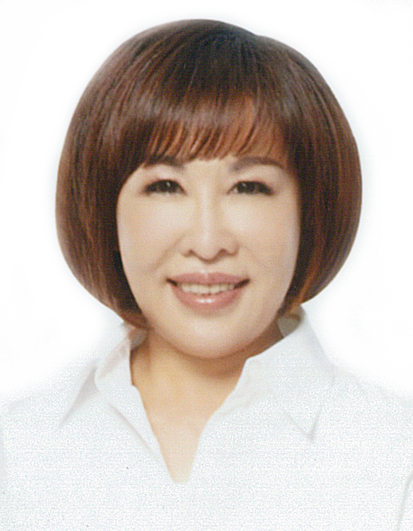
Lu Yu-ling (22. Dezember 2019)

Lu Yu-ling (chinesisch 呂玉玲; * 19. Juni 1961 in Taoyuan) ist eine Politikerin der Republik China (Taiwan) der Kuomintang, die seit 2012 Mitglied des Legislativ-Yuan ist. 

## Leben
Lu Yu-ling absolvierte nach dem Besuch der Chung Li Elementary School, der Chung Li Junior High School und der Yu Da High School of Commerce and Home Economics ein Studium der Betriebswirtschaftslehre am Taoyuan Innovation and Technology College, dem heutigen Nanya Institute of Technology. Ein postgraduales Studium der Betriebswirtschaftslehre an der Wirtschaftswissenschaftlichen Fakultät der Chung Yuan Christian University (CYCU) schloss sie mit einem Master of Business Administration (MBA) ab. Sie engagierte sich in zahlreichen Funktionen in Pingzhen, ein Bezirk der regierungsunmittelbaren Stadt Taoyuan, und war unter anderem Vorsitzende der Nationalen Frauenliga, Vorsitzende des Sportverbandes, Vorsitzende und Direktorin des Vereins zum Aufbau von Gemeinschaften, Vorsitzende der Nachbarschaftswache, Direktorin der Freiwilligenvereinigung und Direktorin der Gateball-Förderungsvereinigung in diesem Stadtbezirk. Des Weiteren war sie Vorsitzende der Ruderausschusses der Athletischen Föderation im Landkreis Taoyuan, zeitweilig Präsidentin des taiwanesischen Verbandes von Kiwanis sowie Mitglied des Exekutivkomitees der Fakultät für Hakka-Studium der National Central University (NCU). Innerhalb der Nationalistischen Partei Kuomintang war sie zeitweise Mitglied des Ständigen Ausschusses sowie Vorsitzende des Stadtbezirkskomitee von Pingzhen.
Sie wurde bei der Wahl am 14. Januar 2012 im Wahlkreis Taoyuan County V erstmals zum Mitglied des Legislativ-Yuan gewählt und gehört diesem seither an. Sie war in der darauf folgenden achten Legislaturperiode (2012 bis 2016) von der ersten bis zur achten Sitzungsperiode durchgängig Mitglied des Ausschusses für Bildung und Kultur (Education and Culture Committee).
Bei der Wahl am 16. Januar 2016 wurde Lu Yu-ling wiedergewählt und gehörte in der darauf folgenden neunten Legislaturperiode (2016 bis 2020) von der ersten bis zur achten Sitzungsperiode dem Ausschuss für Auswärtige Angelegenheiten und nationale Verteidigung (Foreign Affairs and National Defense Committee) als Mitglied an und war zudem in der zweiten sowie in der fünften Sitzungsperiode Mitglied des Disziplinarausschusses (Discipline Committee). Im November 2017 kritisierte sie die Kosten einer Pazifikreise von Staatspräsidentin Tsai Ing-wen sowie das Präsidialamt wegen eines beschleunigten Darlehens an die Schiffswerft Ching Fu Shipbuilding. Im Dezember 2018 forderte sie den Exekutiv-Yuan, die Regierung Taiwans, auf, ein Ad-hoc-Gremium einzurichten, um zu untersuchen, ob es falsche Nachrichten oder vielmehr Anschuldigungen von Beamten des Taipei Economic and Cultural Representative Office in Japan waren, die den ehemaligen Generaldirektor der Niederlassung des Büros in Osaka, Su Chii-cherng, in den Selbstmord trieben.
Lu Yu-ling wurde bei der Wahl am 11. Januar 2020 erneut für die KMT zum Mitglied des Legislativ-Yuans wiedergewählt. In der aktuellen zehnten Legislaturperiode (2020 bis 2024) war sie zunächst in der ersten und zweiten Sitzungsperiode weiterhin Mitglied des Ausschusses für Auswärtige Angelegenheiten und nationale Verteidigung sowie des Disziplinarausschusses und ist seit der dritten Sitzungsperiode Mitglied des Wirtschaftsausschusses (Economics Committee). 2022 galt sie als eine der möglichen Kandidaten der KMT für die Bürgermeisterwahl in Taoyuan.